# Loira (departament)
El Loira (català) (Loire en francès, Lêre en francoprovençal i Léger o Leir en occità) és un departament francès situat a la regió d'Alvèrnia-Roine-Alps. El departament del Loira va ser creat durant la Revolució Francesa, l'any 1793, pel desmembrament de l'antic departament de Roine i Loira, i correspon a l'antiga província de Forez. La capital o prefectura es va establir successivament a :
- Feurs de 1793 a 1795
- Montbrison de 1795 a 1855
- Saint-Étienne des de 1855